# Lightproduct

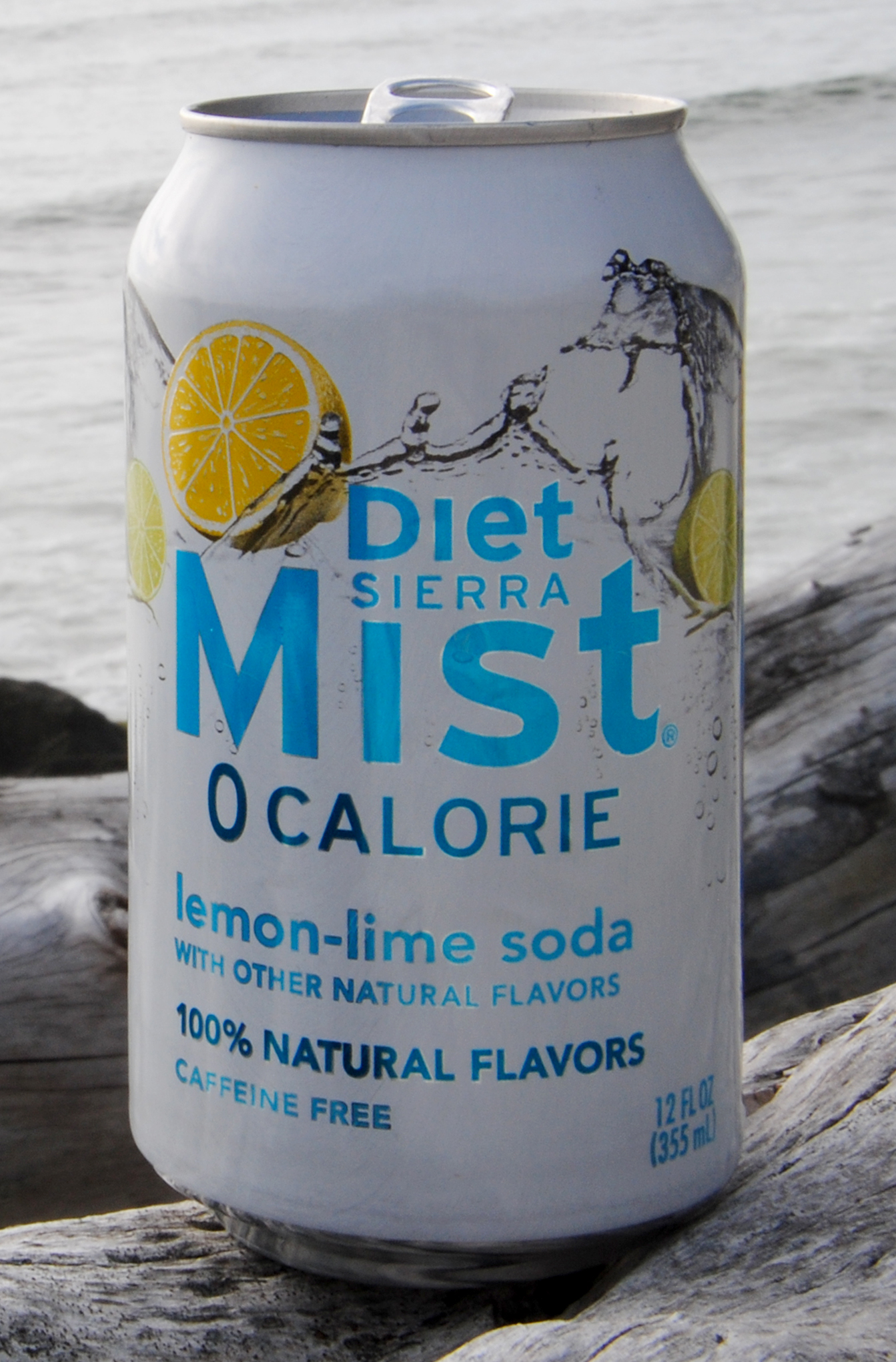
Een lightpriklimonade

Een lightproduct is een versie van een product dat ten minste 30% minder koolhydraten of eiwitten of vetten of een combinatie hiervan bevat dan het originele product. Lightproducten bevatten  bij gelijke hoeveelheid minder energie (joules), en maken minder snel dik, dan het originele product. De gedachte achter de lightproducten is dat ze gezonder zijn dan de originele, en minder snel leiden tot overgewicht.
Om een lightproduct te maken wordt getracht de energierijke bestanddelen te vervangen door acceptabele alternatieven. Zo worden vetten veelal vervangen door koolhydraten. In het eenvoudigste geval wordt suiker deels of geheel vervangen door kunstmatige zoetstoffen. Deze zoetstoffen kunnen echter bijwerkingen hebben zoals diarree. Ook wordt door kinderen gemakkelijk de ADI, de "aanvaardbare dagelijkse inname", overschreden.